# Zielony Goblin

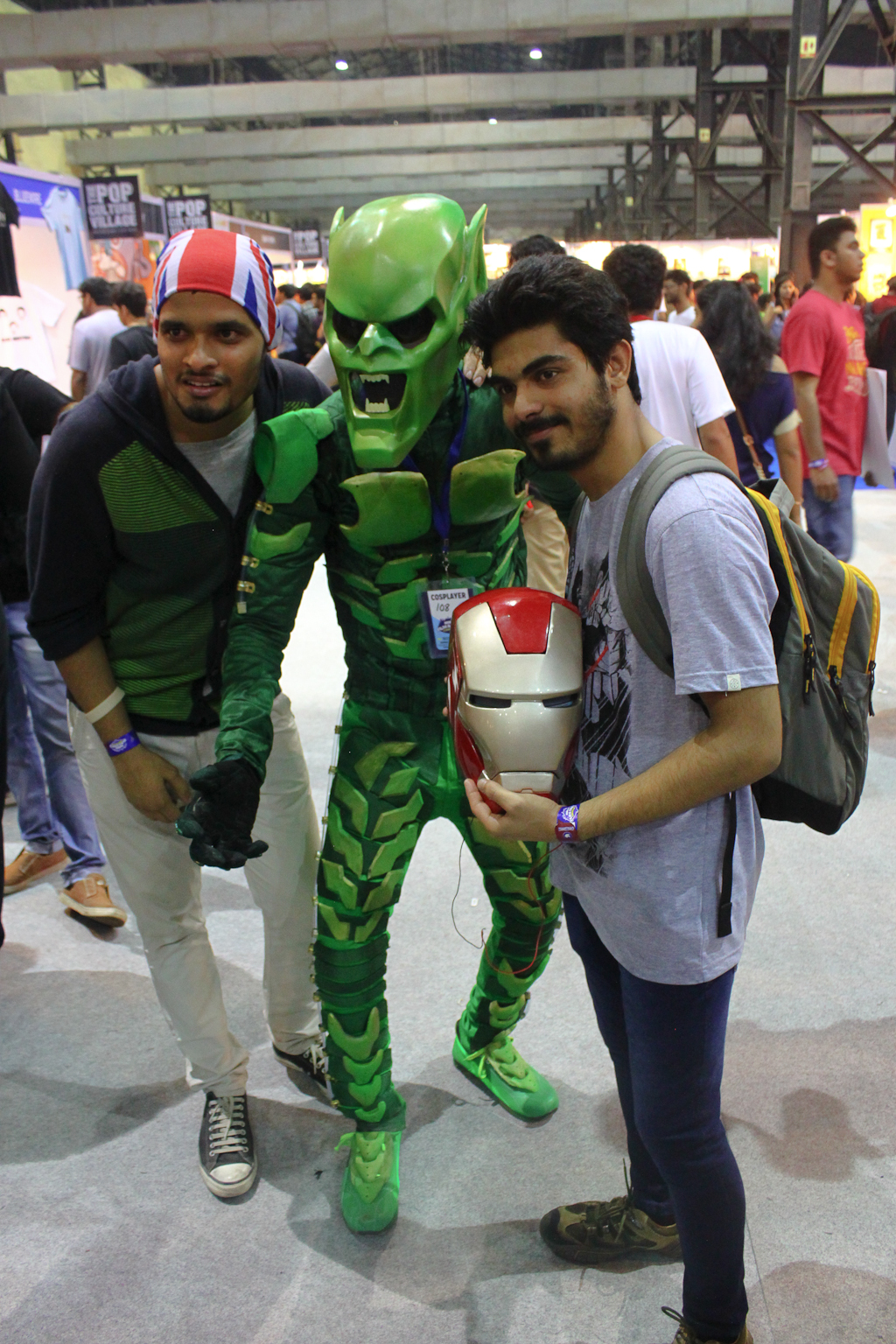
Cosplay Zielonego Goblina, nawiązujący do wizerunku tej postaci ze Spider-Mana (2002)

Zielony Goblin (właściwie Norman Osborn) – postać z komiksów Marvela, stworzona przez Stana Lee i Steve’a Ditko. Po raz pierwszy pojawił się w Amazing Spider-Man #14 (1964). Magazyn „Wizard” przyznał mu 19 miejsce w rankingu „Najstraszniejszych Przeciwników Wszech Czasów”. Zielonego Goblina powszechnie uważa się za najgorszego wroga Petera Parkera, czyli Spider-Mana.
Green Goblin to złe alter ego bogatego przemysłowca Normana Osborna. Efektem ubocznym zażycia serum, które miało dać Osbornowi nadludzką siłę, było szaleństwo. Chowając swoją twarz za halloweenową maską, Norman terroryzuje Nowy Jork. Dzięki odrzutowemu ślizgaczowi (gliderowi) Norman mógł poruszać się po niebie z olbrzymią prędkością. W walce Goblin używał „Dynio-Bomb”, gazów obezwładniających oraz paraliżujących rękawic.

## Wczesne lata
W pierwszych wydaniach Spider-Mana tożsamość Goblina nie była znana czytelnikom. Autorzy nie mogli dojść do porozumienia, kim ma być nowy przeciwnik. Stan Lee chciał, by była to osoba z bliskiego otoczenia Petera. Steve Ditko wolał unikać banału, dlatego wolał, by Goblinem był nieznajomy. W końcu Steve Ditko opuścił serię, a Stan Lee miał wolną rękę. Tak więc w #39 zeszycie Amazing Spider-Mana Green Goblinem okazał się Norman Osborn. Była to pierwsza zapowiedź tragedii, ponieważ Norman był ojcem Harry’ego, przyjaciela Petera.

## Przełomowa walka
Gdy Norman poniósł kolejną porażkę w walce ze Spider-Manem, w jego głowie narodziła się straszna strategia. Pierwszym krokiem do zniszczenia człowieka pająka miało być poznanie jego tożsamości. Drugim krokiem miało być zniszczenie wszystkiego, co kochał jego przeciwnik. Pierwsza próba pokonania Spider-Mana zakończyła się jednak niepowodzeniem. Nie dość, że Spider ponownie pokonał Goblina, to zakończyło się to amnezją dla Normana Osborna. Przez długi czas Goblin pozostawał uśpiony w pamięci Normana. Wszystko wskazywało na to, że jego obłęd już nikomu nie zagraża. Na nieszczęście Spider-Mana Goblin odzyskał kontrolę nad chorym umysłem Osborna. Norman ponownie założył straszliwą maskę i wypowiedział wojnę Peterowi Parkerowi. W „Amazing Spider-Man #122” Green Goblin porwał Gwen Stacy, pierwszą wielką miłość Petera. W trakcie walki na jednym z mostów Nowego Jorku, Goblin zrzucił Gwen, Peter spóźnił się z ratunkiem. Rozwścieczony Spider-Man ponownie zwyciężył, lecz nie zabił Goblina. W akcie desperacji Norman spróbował nabić Petera na swój zabójczy Glider. Spider-Man w porę uniknął ataku, zaś Glider uderzył we właściciela. Norman Osborn umarł od własnego ataku.

## Powiązania z Sagą Klonów
W znacznie późniejszych zeszytach „Amazing Spider-Mana” okazało się, że serum, które uczyniło Normana potężnym, zawierało w sobie czynnik regeneracyjny. Po bitwie na moście ciało Normana zregenerowało się. Norman zaniechał dalszych walk i uciekł do Europy, gdzie przejął kontrolę nad przestępczą organizacją „Cabal of the Scrier”. Wysłał jednego ze swych agentów do Milesa Warrena, który był jednym z profesorów Petera. Miles Warren przyjął ofertę Normana i zgodził się wziąć udział w projekcie, który miał na celu sklonować Petera i Gwen Stacy. Było to zaczątkiem straszliwego epizodu w życiu Petera znanego pod nazwą „Klon Saga”.

## Dalsze Losy
Norman niejednokrotnie powrócił w serii „Amazing Spider-Man”. Był odpowiedzialny za śmierć nowo narodzonej córki Petera. Kilkakrotnie został pokonany przez Petera oraz ostatecznie został zdemaskowany przez gazetę i trafił do więzienia, lecz stamtąd dalej próbował zaszkodzić Spider-Manowi, między innymi tworząc Sinister Twelve.

## Wojna Domowa i Thunderbolts
W czasie crossoveru Wojna Domowa Norman został zmuszony przez tajemniczych mocodawców do zabicia ambasadora Atlantydy i prób pogłębienia konfliktu między Ameryką a podwodnym państwem. Po zakończeniu wojny ci sami mocodawcy nadali Osbornowi stanowisko dyrektora nowej grupy Thunderbolts – przestępców, którzy w zamian za złagodzenie wyroków zgodzili się łapać łamiących nowe prawo superbohaterów. W czasie tej pracy dostał się pod kontrolę grupy chcących zniszczyć Thunderbolts telepatów i jako Green Goblin zamordował część personelu i ciężko zranił dwoje członków grupy.
Po „One More Day” Norman, podobnie jak wszyscy ludzie na Ziemi, zapomniał o sekretnej tożsamości Spider-Mana za sprawą magii Mephisto. Nie przeszkodziło mu to ścigać go przy pomocy Thunderbolts.

## Tajna Inwazja i Dark Reign
Osborn wykorzystał inwazję Skrulli na Ziemię (crossover Tajna Inwazja), aby odzyskać reputację bohatera w oczach opinii publicznej poprzez ocalenie prezydenta, rządu i mieszkańców Waszyngtonu przed obcymi, oraz zabicia ich przywódczyni. W wyniku tych działań zostało mu powierzone stanowisko nowego szefa S.H.I.E.L.D. w miejsce Tony’ego Starka. rozwiązał on organizację i zastąpił własną – H.A.M.M.E.R. Zawiązał tajny sojusz – tak zwane Cabal (Kabała) – z kilkorgiem najbardziej wpływowych przestępców i byłych przestępców świata Marvela. W jej skład weszli Loki, Doctor Doom, Namor, Emma Frost, oraz the Hood. Stworzył też własna grupę Avengers, której trzon stanowią superprzestępcy o mocach podobnych do znanych superbohaterów, przebrani za nich (na przykład Venom udaje Spider-Mana), samemu stając na ich czele we własnej wersji zbroi Iron Mana, przyjmując pseudonim Iron Patriot. Rozwiązał Thunderbolts i zastąpił ich tajnym oddziałem o tej samej nazwie. Osborn znalazł też potężnego sojusznika, który ma go wesprzeć w wypadku zdrady Cabal, którym okazał się jeden z najpotężniejszych superbohaterów, Sentry.

## Kontrowersje

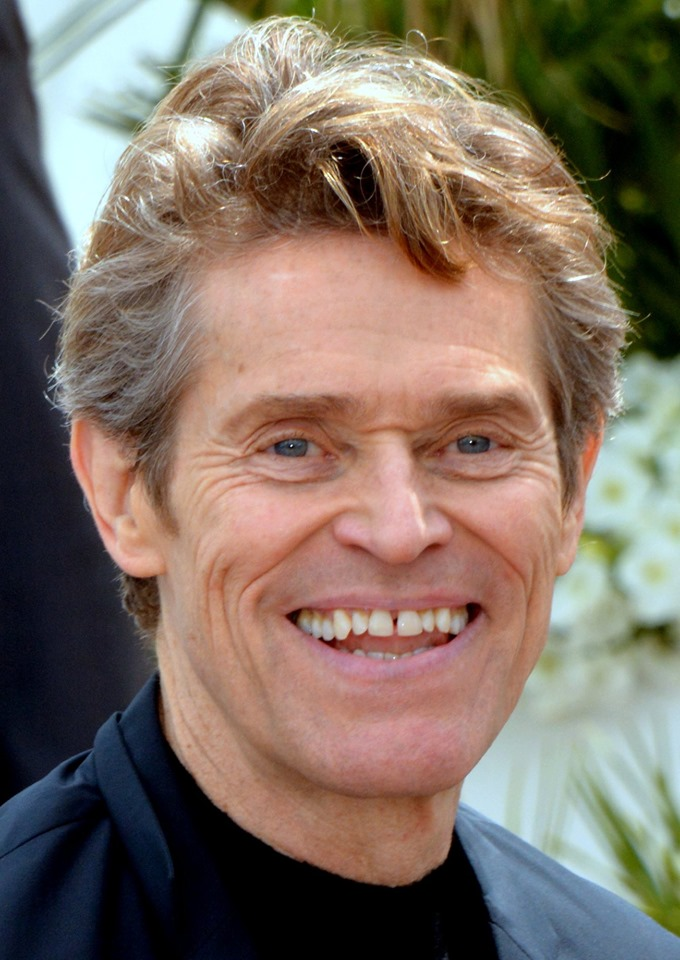
Willem Dafoe wcielił się w rolę Normana Osborna / Zielonego Goblina w trylogii o Spider-Manie w reżyserii Sama Raimiego oraz Filmowym Uniwersum Marvela

W kontrowersyjnej historii „Sins Past” okazało się, że Norman uwiódł Gwen Stacy i miał z nią dwójkę dzieci, a jednym z powodów, dla których ją zabił był fakt, że ta postanowiła wychowywać je z Peterem. Wielu fanów postaci Gwen było oburzonych tym faktem i odmawia uznania tej historii za część kontinuum.

## Adaptacje
Filmy fabularne
- Willem Dafoe wcielił się w rolę Normana Osborna / Zielonego Goblina w filmach: Spider-Man (2002), Spider-Man 2 (2004), Spider-Man 3 (2007) oraz w Spider-Man: Bez drogi do domu (2021)[1]. Ostatni z tych filmów należy do franczyzy Filmowego Uniwersum Marvela.
- Norman Osborn został wspomniany w Niesamowitym Spider-Manie (2012), pojawił się natomiast w Niesamowitym Spider-Manie 2 (2014). W postać wcielił się Chris Cooper. Aktor powrócić miał do roli w Niesamowitym Spider-Manie 3 oraz w Sinister Six. Plany na te filmy zostały jednak porzucone, po tym jak Sony i Marvel Studios porozumiały się w sprawie zresetowania franczyzy Spider-Mana[2][3].

Filmy animowane
- Postać Normana Osborna pojawiła się w Spider-Man Uniwersum (2018). Głosu użyczył mu Jorma Taccone.